# Base aèria de Bagram
La base aèria de Bagram és un aeroport situat a prop de l'antiga ciutat de Bagram, al sud-est de Charikar, a la província afganesa de Parwan. Està situada en una vall amb orientació nord-sud envoltada de muntanyes de 5.480 metres.